# Považská lesná železnica
Die Považská lesná železnica (ungarisch Vágvölgyi erdei vasút, deutsch etwa „Waagwaldbahn“) war eine schmalspurige Waldbahn in der Slowakei, die auch dem öffentlichen Verkehr diente. Sie verlief von Liptovský Hrádok durch das Tal der Schwarzen Waag (Čierny Váh) nach Liptovská Teplička. Das weitverzweigte Schienennetz galt als eines der längsten Schmalspurnetze in der Slowakei.

## Geschichte

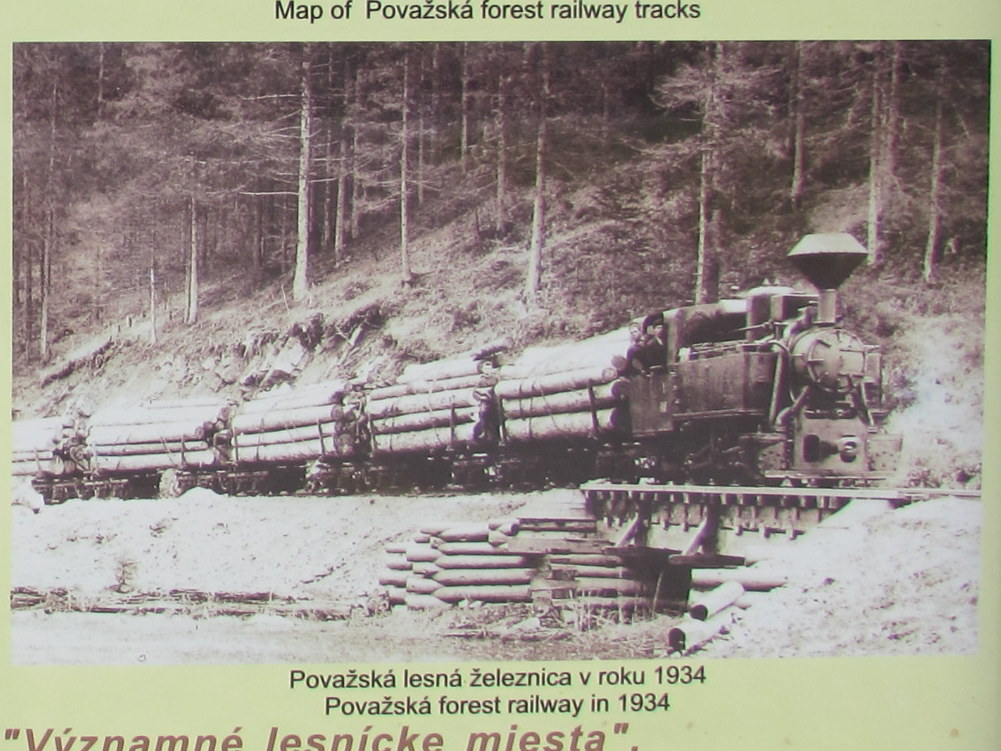
Ein Holzzug der Považská lesná železnica (1934)

Die Planungen zum Bau der Považská lesná železnica wurde im Jahre 1912 begonnen. Der erste Abschnitt ging im Jahre 1916 in Betrieb. Im Laufe der Jahre entstand ein Netz mit einer Gesamtlänge von fast 95 Kilometern. Neben dem eigentlichen Zweck der Bahn – der Abfuhr von Holz aus den Wäldern der Niederen Tatra – wurde für die anliegenden Ortschaften auch öffentlicher Güterverkehr durchgeführt. Von 1933 bis 1972 verkehrten auf der Strecke auch Personenzüge, deren Fahrplan auch im Kursbuch der Tschechoslowakischen Staatsbahnen (ČSD) verzeichnet war.
Aus wirtschaftlichen Gründen wurde der Betrieb im Jahre 1972 eingestellt.
Kurz vor der Betriebseinstellung war die Bahn 1972 noch Drehort für den tschechoslowakischen Jugendfilm „Der Zug in die Station Himmel“ (Originaltitel „Vlak do stanice nebe“, 80 Minuten Dauer, Regie Karel Kachyňa, Drehbuch Ota Hofman). Die Filmhandlung spielt 1944, beleuchtet die Rolle der slowakischen Partisanen gegen die deutsche Besatzung und schildert die Situation aus der Sicht eines Kindes. Die Handlung spielt rund um die Waldbahn. Der Film bildet somit eine dichte dokumentarische Überlieferung der Bahn. Ein Exemplar des Films wird unter anderem im deutschen Bundesarchiv verwahrt.

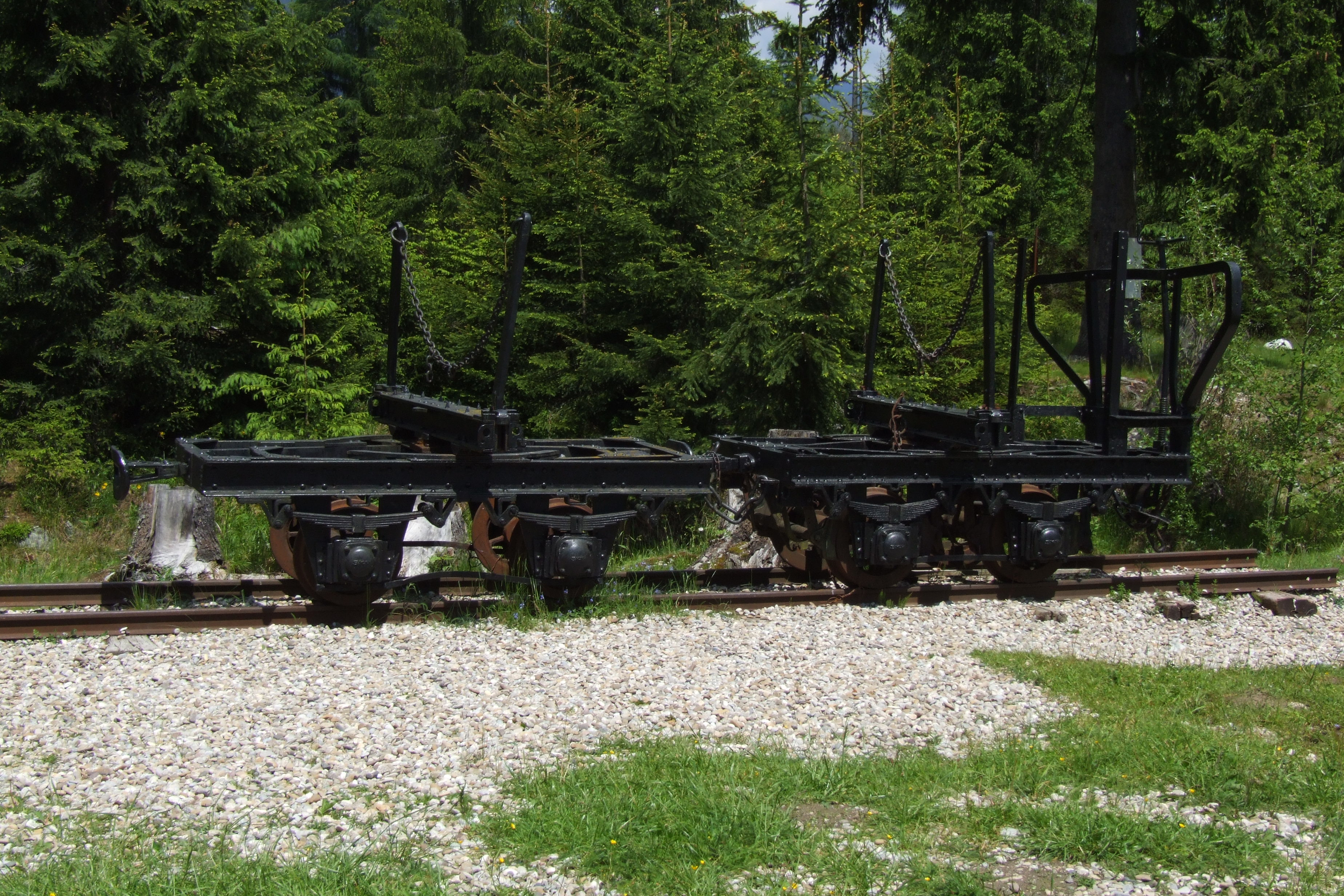
Schemelwagen zum Holztransport im Museum Pribylina (2010)

Heute sind die Reste der Strecke ein technisches Denkmal der Geschichte der Forstwirtschaft in der Region Liptau. Nach dem in den 1990er Jahren Pläne zum Wiederaufbau als Museumsbahn scheiterten, sind die erhaltenen Fahrzeuge im Museum des Liptauer Dorfes Pribylina museal hinterstellt.
Im Bestand des Museums befinden sich folgende Lokomotiven und Triebwagen:
- U 45.902, 45.903 und 45.905
- U 46.902 (MÁVAG-Typ 70)
- Kč4-199
- M 21.007 und M 21.008
- 32

## Streckenbeschreibung

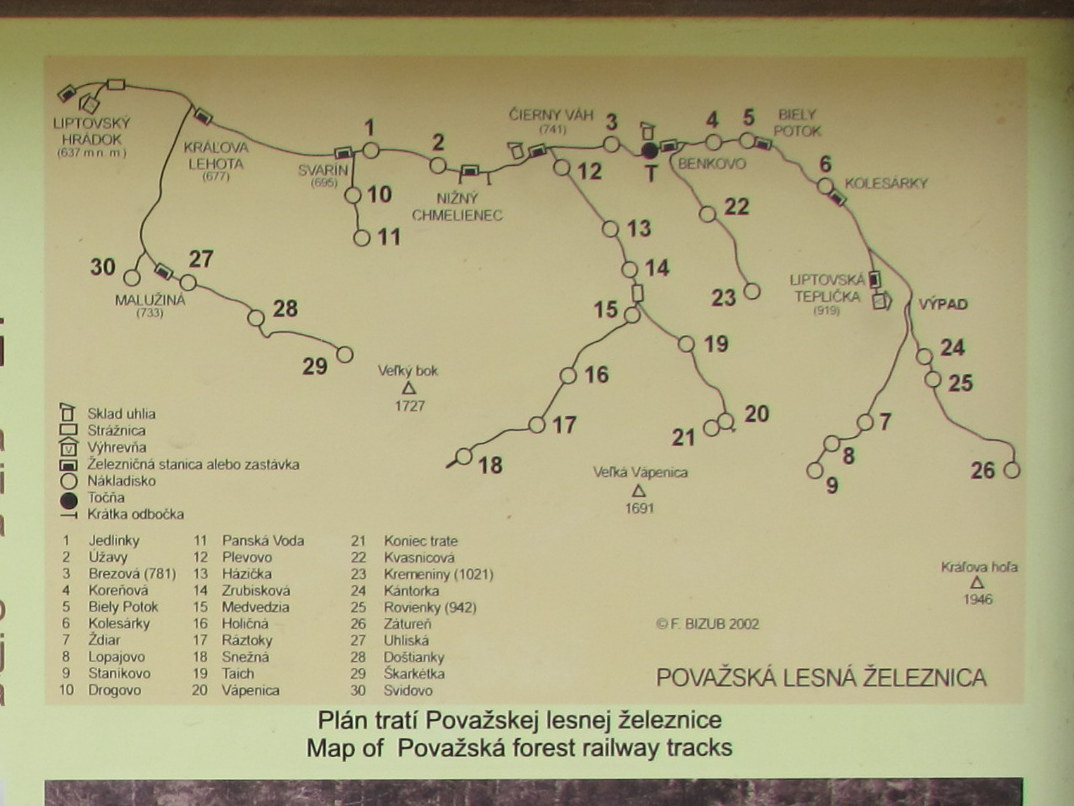
Streckennetz

Die Hauptstrecke führte von der Stadt Liptovský Hrádok, wo heute noch ein Sägewerk ansässig ist, über Kráľova Lehota, die Waldarbeitersiedlung Čierny Váh und Liptovská Teplička zum außerorts gelegenen Halt Staníkovo entlang des Flusses Čierny Váh und war 42 km lang. In den ersten Jahren wurden die Zweigbahnen Benkovo, Ipoltica, Svarín, Vyšný Chmelienec und Liptovská Teplička gebaut. In den darauf folgenden Jahren folgte der Bau der Strecken Dikula, Nižný Chmeliniec und als letzte 1941 Rovienky-Zátureň. Insgesamt belief sich das Streckenlänge auf 94,7 km.